# Gunno Willners
Karl Gunno Willners, född 18 februari 1897 i Stockholm, död 11 september 1975 i Nacka församling, var en svensk läkare.
Gunno Willners var son till kamreraren i Medicinalstyrelsen John Willners och Marianne Louise Sophie Ryding. Han blev student 1915 och studerade därefter vid Karolinska Institutet där han blev medicine kandidat 1919 och medicine licentiat 1922. Han var underläkare bland annat vid Sävsjö sanatorium 1924–1925, Sankt Görans sjukhus 1925–1929 och vid Sankt Eriks sjukhus medicinska avdelning 1930–1931, var poliklinikläkare vid Sankt Görans sjukhus 1932–1041 och biträdande förste provinsialläkare i Stockholms län 1932–1939 samt var överläkare och styresman vid sjukhuset Eira från 1941. Från 1932 innehade han enskild praktik i Stockholm. Han var 1930–1937 sekreterare i Sveriges läkarförbund och utgivare av Svenska Läkartidningen samt utgav ett 30-tal tryckta skrifter i medicinska och socialmedicinska ämnen.